# كي تورنت
كي تورنت هو برنامج عميل بروتوكول بت تورنت لمشاركة الملفات بطريقة الند للند مفتوح المصدر.

## مميزات وخواص
- إرسال وتنزيل ملفات البت تورنت.
- دعم مغذيات RSS.
- محرك بحث بت تورنت.
- إضافة لمتصفح الويب.
- IPv6.
- التعديل اليدوي لتراكر التورنت.
- تنظيم قائمة الإرسال والتنزيل.
- دعم تراكرات UDP.
- ماسح للكشف عن ملفات تورنت.
- نقل فردي لملفات التورنت.
- إضافة القائمة السوداء لأرقام آي بي.
- بروتوكول التشفير.

## وصلات خارجية
- كي تورنت على موقع Open Hub (الإنجليزية)
- كي تورنت على موقع Free Software Directory (الإنجليزية)
- صفحة برنامج كي تورنت  على أوبن هب
- موقع كي تورنت الرسمي.
- موقع كدي الرسمي.